# ارزند (مقاطعة دهغلان)
ارزند (بالفارسية: ارزند) هي قرية تقع في قسم حومة دهغلان الريفي (مقاطعة دهغلان) في إيران. يقدر عدد سكانها بـ 330 نسمة بحسب إحصاء 2016.